# نقاش و مدلش
نقاش و مدلش نقاشی رنگ روغنی از پابلو پیکاسو است که در سال ۱۹۲۷ میلادی کشیده شده‌است. این نقاشی از مهم‌ترین آثاری است که پیکاسو پس از دوشیزگان آوینیون و پیش از گرنیکا خلق کرد. ارزش این نقاشی آخرین بار در هنگام امانت‌سپاری به سوئیس در سال ۲۰۱۰، ۱۰۰ میلیون دلار برآورد شده‌است. نقاش و مدلش اکنون در موزهٔ هنرهای معاصر تهران نگهداری می‌شود.

## تاریخچه
نقاش و مدلش جزو تابلوهایی بود که در دههٔ ۱۹۷۰ میلادی، زیر نظر فرح پهلوی خریداری شد. این تابلو از معامله‌گر سوئیسی، ارنست ریلر خریداری و در سال ۱۹۷۵ (دو سال پیش از گشایش موزهٔ هنرهای معاصر) وارد کشور شد. از سال ۱۹۷۹ و با وقوع انقلاب در ایران این تابلو همراه با دیگر آثار ارزشمند موزهٔ هنرهای معاصر تهران، به انباری در زیرزمین موزه انتقال یافت.
نقاش و مدلش در سال ۲۰۰۳–۰۴ در نمایشگاهی در رم نمایش داده شد. لیویا لوی آگوستی، سفیر سوئیس، در اواخر ژوئن ۲۰۱۰ از این تابلو در موزهٔ هنرهای معاصر تهران دیدن کرد و خواستار نمایش آن در زوریخ شد؛ بنابراین نقاش و مدلش از اواخر ۲۰۱۰ تا اوایل ۲۰۱۱ در نمایشگاهی در کونستهاوس زوریخ به نمایش درآمد.

## توصیف
نقاش و مدلش بر روی بوم بزرگ مربع شکلی کشیده شده‌است. بخش‌هایی از آن را سایه‌ای خاکستری فرا گرفته‌است و همین مسئله تشخیص جزئیات آن را مشکل می‌سازد. مدل، زنی برهنه است که در سمت چپ تابلو قرار دارد. نیمی از بدن او در سایه و نیمی در روشنایی قرار گرفته‌است. نقاش در سمت راست تابلو و در نوری زرد رنگ قرار گرفته‌است. بدن او با خط‌های مستقیمی نشان داده شده‌اند (برخلاف خط‌های خمیده‌ای که زن را نشان می‌دهند). هنرمند تخته‌رنگ یو شکلش را با دست زیگ‌زاگی‌اش نگاه داشته‌است. سر نقاش مانند تیغه‌ای دندانه‌دار است. چشم‌های او در یک راستای عمودی کشیده شده‌اند. دست نقاش که از دهانش بیرون زده‌است قلمویی را نگاه داشته و بر روی بومی خالی که در مقابل سر مدلش قرار دارد مشغول کشیدن اوست.